# Cuevas de Canelobre
Les Cuevas de Canelobre sont un site archéologique situé dans la commune de Busot (comarque d'Alacantí), dans la province d'Alicante en Espagne,. 
Les grottes, situées à 700 m d'altitude, se trouvent sur le versant nord du Cabezón de Oro (es). Elles possèdent l'une des voûtes les plus spectaculaires de toute l'Espagne, mesurant environ 70 m de haut. Outre leur intérêt géologique et touristique, les grottes ont été utilisées à de nombreuses reprises pour organiser des concerts, profitant de leur magnifique acoustique.

## Description

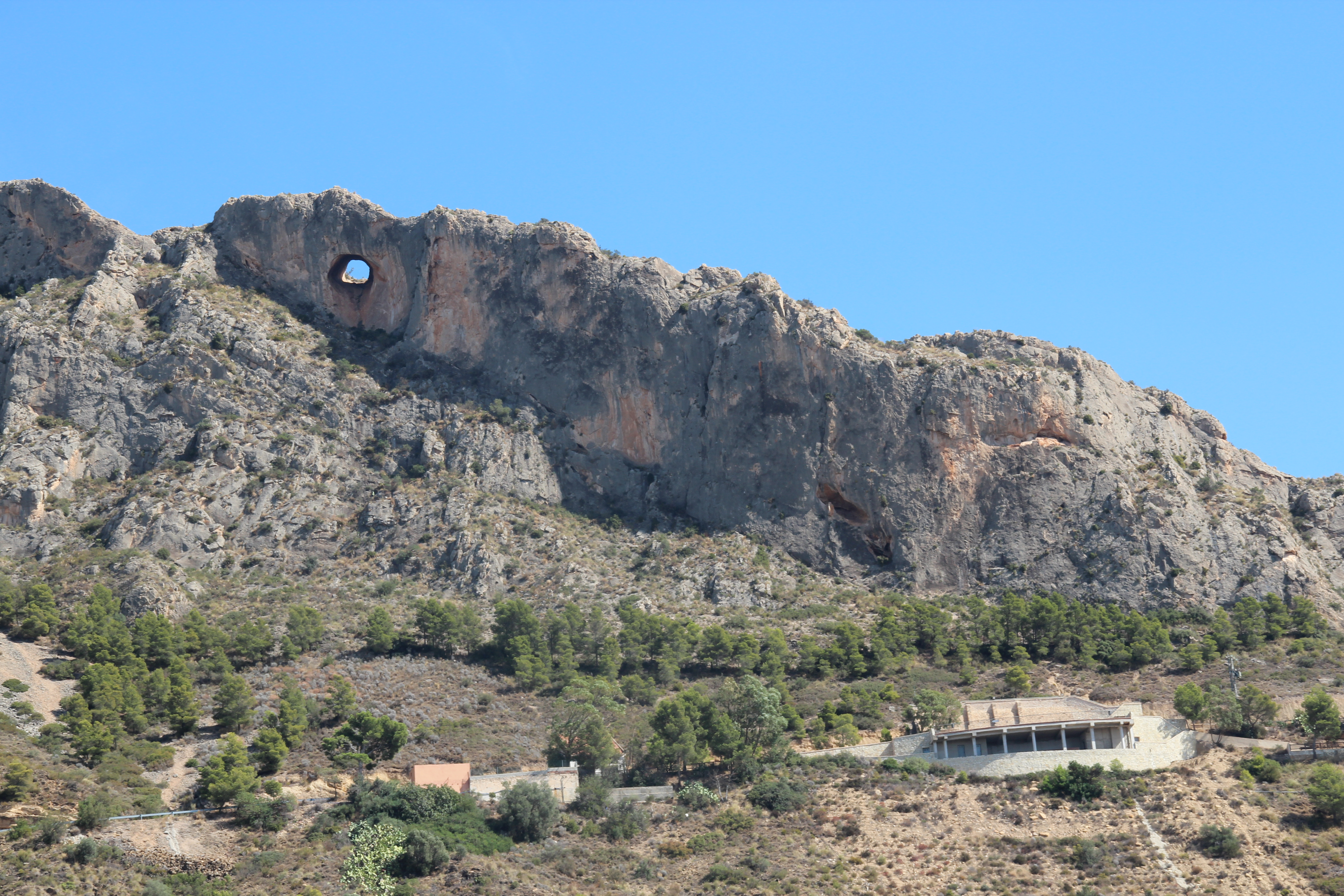
Entrée des grottes.

La salle visitable, les autres sont destinées à la spéléologie, est un espace de plus de 80,000 m3 auquel on accède par un tunnel ouvert pendant la guerre civile, utilisé comme refuge pour l'aviation républicaine, d'environ 45 m.
A l'intérieur, la première impression est la hauteur de sa voûte à laquelle nous sommes 1/3 de la pièce totale. Parfois, ses conditions acoustiques et environnementales sont utilisées pour des spectacles avec la musique comme protagoniste. La visite guidée descend jusqu'à un complexe connu sous le nom de Sagrada Familia' dans lequel se détache la colonne de plus de 25 m. Plus loin, au centre de la salle, se trouve la stalagmite appelée El canelobre (candélabre en valencien), vieille de plus de 100,000 ans, ainsi qu'un grand plancher stalagmitique qui couvre pratiquement tout le côté de la salle. En descendant vers le bas, on voit toute la hauteur de la voûte où se trouvent de nombreux exemples de spéléothèmes : stalactites et stalagmites, colonnes, gours, hélictites et d'autres concrétions. La plupart sont formés de calcite , bien que certains dans les zones inférieures soient à base de sulfate .
Les chercheurs ont étudié plusieurs aspects des grottes, notamment leur microclimat et les ruissellements d'eau.

## Galerie

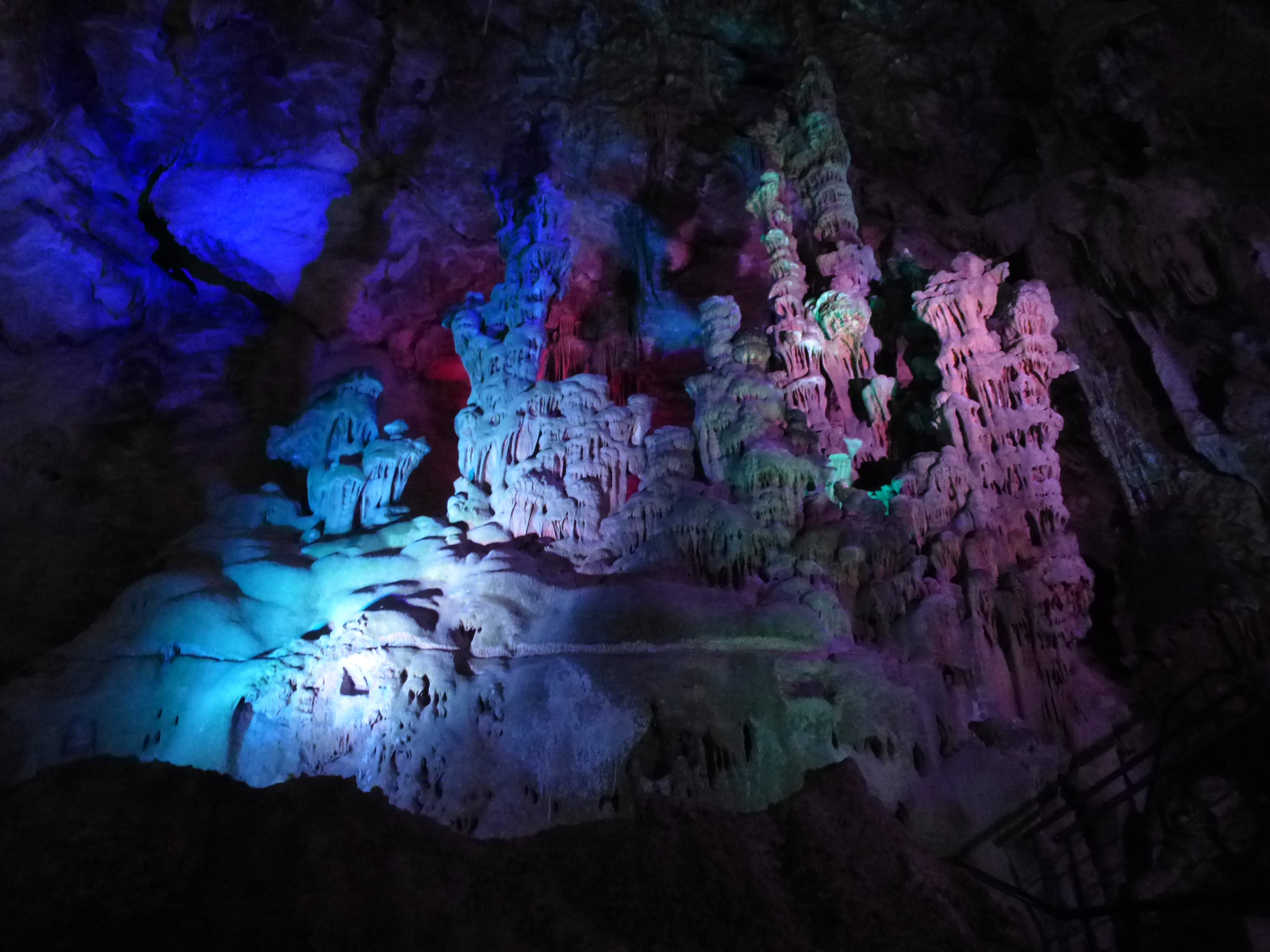
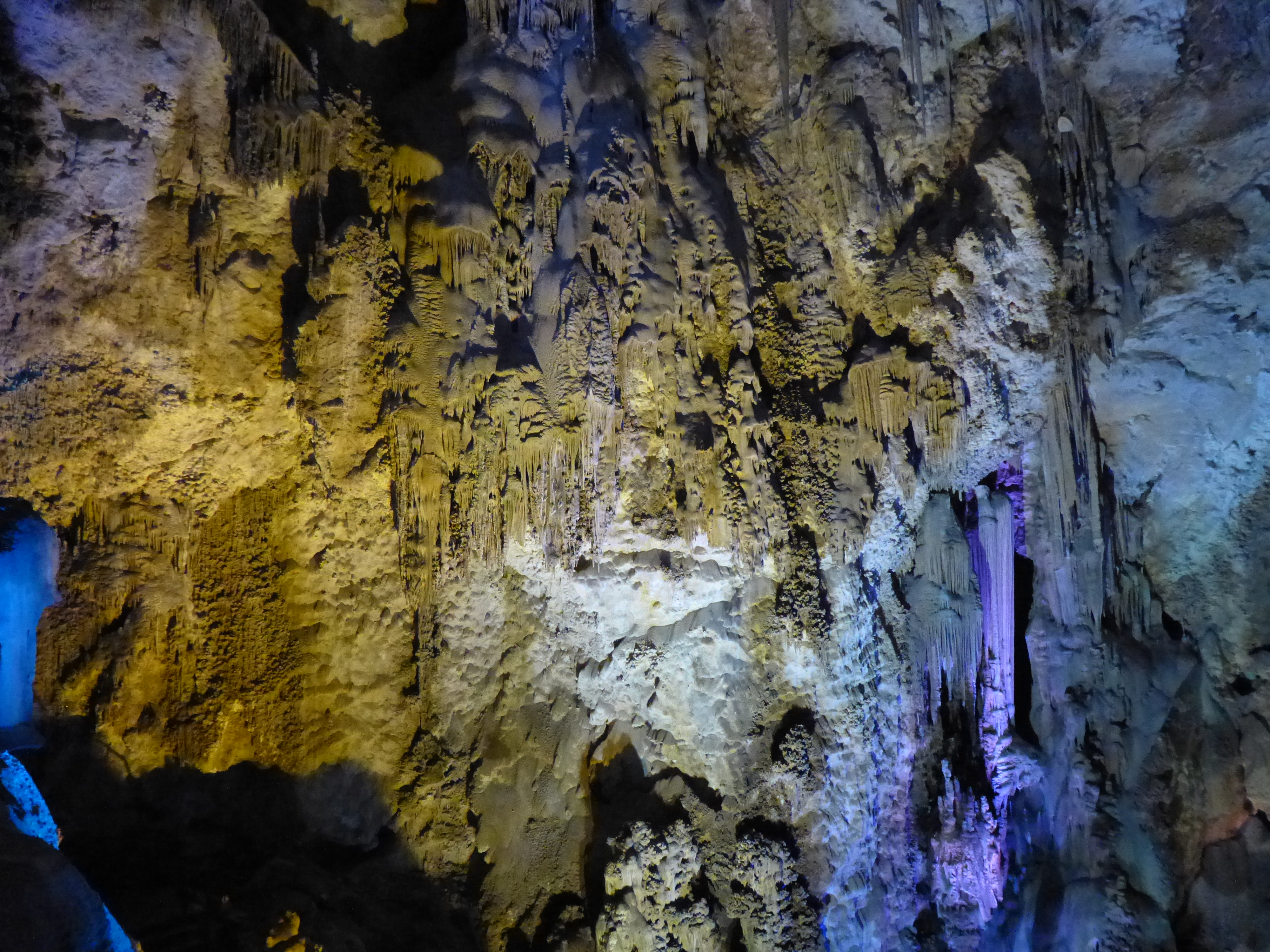